# Josep Larena Gil
Josep Larena Gil (1923 - 2014) fou un submarinista i dirigent de diferents entitats subaquàtiques català.
Va entrar en contacte amb practicants de la pesca submarina i es va integrar en aquest esport com a dirigent esportiu. El 1946 ser un dels fundadors de l'Associació de Pesca Submarina de Barcelona. El 1973 va formar part, com a responsable del departament de pesatge i classificació, del Comitè Organitzador del Mundial de Cadaqués. El gener de 1974 va entrar a la junta directiva de la Federació Catalana d'Activitats Subaquàtiques com a vicepresident i el 30 de setembre de 1976 va ser elegit president, càrrec que va ocupar fins a l'11 de gener de 1986. Des de 1974 va formar part també de la junta directiva de la Federació Espanyola i va ser el delegat de l'equip espanyol en nombrosos campionats internacionals. El 1976 va ser nomenat vicepresident de la Comissió de Pesca Submarina de la Confederació Mundial d'Activitats Subaquàtiques (CMAS), que va deixar el 1987 i l'any següent va ser nomenat president d'honor d'aquesta entitat pel seu Comitè executiu. Dos anys abans, el 1986, també havia estat nomenat president d'honor de la Federació Catalana. El 1983 va publicar el Libro blanco de la caza submarina que alertava dels perills de la pràctica no controlada d'aquesta activitat i reclamava la seva condició d'activitat esportiva. Va rebre la medalla de Forjador de la història esportiva de Catalunya de l'any 1993.

## Obra
- Larena Gil, José. El libro blanco de la caza submarina.  París: Confederación Mundial de Actividades Subacuáticas, 1983.